# Warszawski Hufiec Harcerek „Skarpa”
Warszawski Hufiec Harcerek „Skarpa” – nieistniejąca jednostka terytorialna Mazowieckiej Chorągwi Harcerek ZHR. Zrzeszała żeńskie drużyny harcerek i wędrowniczek oraz gromady zuchenek ZHR działające na terenie warszawskiego Ursynowa. 

## Historia

### Powstanie hufca
Warszawski Hufiec Harcerek „Skarpa” powstał w 2002 roku w wyniku rejonizacji hufców Mazowieckiej Chorągwi Harcerek ZHR.
Z ówczesnego Warszawskiego Hufca Harcerek „Mokotów” oddzieliły się jednostki działające w dzielnicy Ursynów ze środowisk: 61 WDHiZ „Brody” im. Alka Dawidowskiego, 169 WDHiZ im. Alka Dawidowskiego oraz US 277 WDHiZ im. Janka Bynara ps:"Rudy".

### Hufcowe
- phm. Agnieszka Konefał
- phm. Anna Żaryn
- phm. Marta Stawujak
- phm. Katarzyna Dekaban
- phm. Magdalena Lis
- phm. Martyna Żaryn
- pwd. Olga Aniśko
- pwd. Anna Łosińska wędr.
- pwd. Klara Zawadzka wędr.
- phm. Paulina Urbańska HR

## Kadra
- hufcowa – pwd. Anna Łosińska wędr.

### Instruktorki i harcerki starsze
- phm. Martyna Żaryn HR
- pwd. Aleksandra Puto wędr.
- pwd. Monika Zarzycka HR
- pwd. Paulina Matejczyk wędr.
- pwd. Ania Łosińska wędr.
- pwd. Maria Leniarska wędr.
- pwd. Marta Babiarz wędr.
- pwd. Anna Brzozowska wędr.
- phm. Paulina Urbańska HR
- pwd. Jadwiga Jarosińska wędr
- pwd. Anastazja Krystosiak wędr.

## Drużyny
- 61 Warszawska Gromada Zuchenek „Elfy z Lorien”
- 61 Warszawska Drużyna Harcerek „Rivendell”
- 169 Warszawska Drużyna Harcerek „Inkaski” im. dh. Joanny Skwarczyńskiej
- 17 Ursynowska Drużyna Harcerek "Eleusis" im. Danuty Bytnar-Dziekańskiej ps.:"Dusia"